# Michelle Andrade

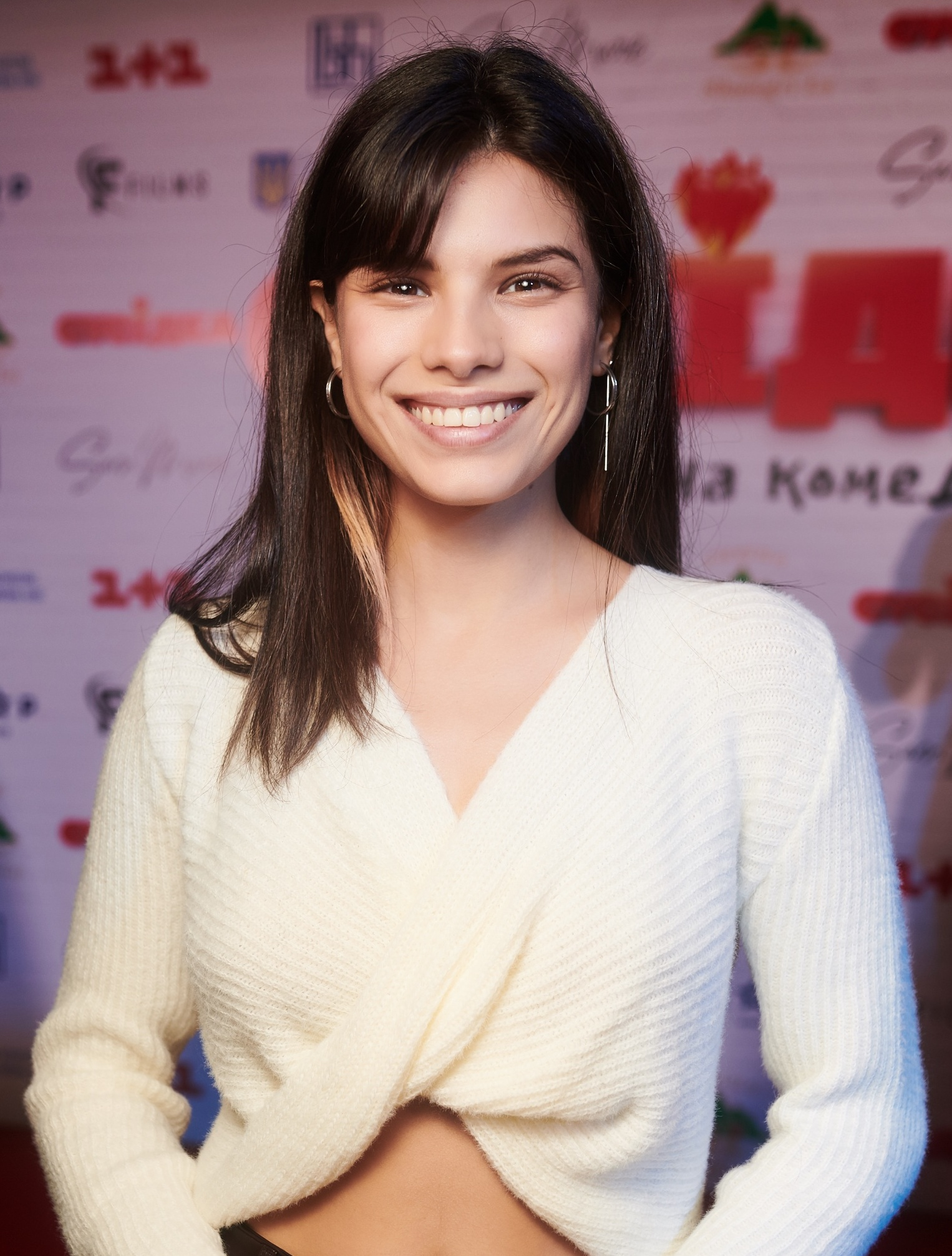
Michelle Andrade (2022)

Michelle Andrade (ukrainisch Мішель Андраде; * 10. November 1996 in Cochabamba) ist eine ukrainische Sängerin, Schauspielerin und Fernsehmoderatorin bolivianischer Herkunft.

## Biografie
Ihre Eltern waren ein Bolivianer und eine Ukrainerin. Ihr Vater vermittelte ihr das Interesse zur Musik und zum Gesang, denn in seiner Jugend spielte er selbst in einem Pop-Ensemble. 2010 zog sie zusammen mit ihrer Mutter nach Kiew. Dort besuchte Andrade eine Musikschule, wo sie Klavier und Gesang studierte und außerdem Ukrainisch und Russisch lernte. Nach dem Abschluss besuchte sie die Kiewer Städtische Musikakademie R.M. Glière.
2013 trat sie im ukrainischen Ableger von The X Factor auf, wo sie unter die besten 24 geriet. Einer der Juroren war der Rapper Seryoga, der sie einlud die Hauptrolle in seinem Kurzfilm Gaggio zu spielen. Außerdem wurde sie vom Produzenten Potap bemerkt, der ihr die Zusammenarbeit anbot. Am 2. Oktober 2016 trat Andrade bei einem vom Fernsehsender M1 organisierten Konzert auf.
Anfang 2017 wurde Andrade Moderatorin der Hitparade der beliebtesten TOP-10-Clips auf M1. Am 2. November 2017 wurde ihr erstes Solo-Musikvideo veröffentlicht und danach fand ihr erstes großes Solokonzert statt. Am 9. Dezember 2017 gewann sie den Preis in der Kategorie „Projekt des Jahres“ bei den M1 Music Awards. 2021 war sie Moderatorin von Orel & Reschka. Am 27. und 28. März 2022 trat Andrade zusammen mit anderen ukrainischen und russischen Künstlern auf Benefizkonzerten in Warschau auf. Der Erlös in Höhe von fast 50.000 € wurde an die Polnische Humanitäre Organisation gespendet und sollte Menschen in der Ukraine und Flüchtlingen zugutekommen.
Andrade singt auf Englisch, Portugiesisch, Russisch, Spanisch und Ukrainisch.

## Diskografie

### Studioalben
- 2019: Latino Ritmo

### EPs
- 2018: La primavera boliviana
- 2021: ÉCHALE
- 2022: Неприховане
- 2023: Metamorfosis (mit Nikitaidisyuda)

### Singles (Auswahl)
- 2016: Amor (mit Mozgi)
- 2018: Música
- 2018: Промінь (mit Wremja i Steklo & Mozgi)
- 2019: Hasta la Vista
- 2019: Tranquila
- 2019: Не знаю
- 2019: Papi (mit T-Fest)
- 2020: Proud / Дом (mit Artem Pywowarow)
- 2021: 100 000 минут (mit POSITIFF)
- 2022: Перед світанком (mit POSITIFF & Alina Pash)
- 2023: скарб (mit Molodi)
- 2024: Маргарита

## Filmografie
- Schauspielerin im Film Notsch swjatoho Walentyna (2016)[7]
- Schauspielerin in der Fernsehserie Prysluha (2018)[8]
- Schauspielerin im Film Prodjusser (2019)[9]